# Cagayake!GIRLS
「Cagayake!GIRLS」（かがやけガールズ）は、桜高軽音部の1枚目のシングル。2009年4月22日にポニーキャニオンから発売された。

## 概要
TBS系列の一部とBS-TBSで放送のテレビアニメ『けいおん!』のオープニングテーマ。エンディングテーマの『Don't say "lazy"』と同日発売。
「桜高軽音部」とは、『けいおん!』に登場する平沢唯、秋山澪、田井中律、琴吹紬のキャラクター4人によるバンドユニット。歌っているのは、各キャラクターの声を演じる豊崎愛生、日笠陽子、佐藤聡美、寿美菜子の4人の声優。
「Cagayake!GIRLS」では、豊崎愛生（平沢唯役）がメインヴォーカル、他の3人がコーラスをそれぞれ担当。曲中、メンバーの名前を順番に出して各担当パートによるソロ回し（唯→紬→澪→律の順）の演出が見られる。メンバー曰く、「“軽音楽部の緩やかな雰囲気”、“唯のマイペースさ”を感じる明るい曲」。また楽曲構成は本格的なロックンロールなイントロからテクニックが多く盛り込まれたギターとドラムでハードに固めた中に豊崎のあえて歌い上げないボーカルが合わさった形となっている。
カップリング曲の「Happy!? Sorry!!」は、寿美菜子（琴吹紬役）曰く「小悪魔的な唯（豊崎）の声が聴ける曲」。ジャケットデザインの異なる初回盤と通常盤の2パターンリリース。初回盤は着せ替えジャケット&ピクチャーディスク仕様となっている。「Happy!?Sorry!!」を略して「ハピソリ」とも呼ばれる。

## 販売・評価など
Amazonランキングにおいて、予約数でカテゴリー別（アニメ・ゲーム部門）で最高1位を獲得すると、さらに音楽総合でも最高1位を獲得、その後は『Don't say "lazy"』と入れ替わりで1位・2位を独占したオリコンの集計では、発売前日の2009年4月21日付デイリーチャートで2万枚近い売上を記録し、4位にランクイン（『Don't say "lazy"』は3位）。同年4月24日付のデイリーチャートでは2位を獲得し、デイリーチャートながら同日付の『Don't say "lazy"』の1位獲得と合わせて、オリコンの1位・2位を独占した。週間チャートでは初登場4位を獲得、発売第3週で『Don't say "lazy"』とあわせて同一名義・同時発売のシングル3週連続同時トップ10入りを達成する。これは1999年1月に宇多田ヒカルが『Automatic/time will tell』の8cm盤・12cm盤で記録して以来約10年4か月ぶり、完全に別タイトルでは1998年7月にL'Arc〜en〜Cielが『HONEY』『花葬』『浸食 〜lose control〜』で記録して以来約11年ぶりである。また、第4週で累計売上10万枚を突破、2009年5月の月間チャートで4位にランクインした。
アニメソング専門サイト『アニメロミックス』（ドワンゴ）では、「着うた」と「着信メロディ」それぞれ、『Don't say "lazy"』に次ぐ週間2位を獲得（4月21日 - 4月28日集計より）。また、4月度でもトップ3にランクインした。
日本レコード協会の音楽配信集計チャート（レコ協チャート（「着うたフル」））では、週間11位を獲得した（2009年4月22日 - 2009年4月28日集計）。日本レコード協会よりEDと同時に2009年5月度ゴールド認定作品と発表された。また着うたフルでも2009年7月度ゴールド認定作品、2011年7月度プラチナ認定作品となっている。
2019年3月1日には、ソニー・ミュージックエンタテインメントのアニメソング人気投票キャンペーン「平成アニソン大賞」において作曲賞（2000年 - 2009年）に選出された。

## 収録曲
（全作詞：大森祥子）
1. Cagayake!GIRLS [4:10]
作曲・編曲：Tom-H@ck
テレビアニメ『けいおん!』オープニングテーマ
PSP用ソフト「けいおん! 放課後ライブ!!」（30秒版）CMソング
2. Happy!? Sorry!! [3:48]
作曲：田村信二、編曲：小森茂生
3. Cagayake!GIRLS （instrumental）
4. Happy!? Sorry!! （instrumental）

## 収録アルバム
| 曲名            | 収録アルバム                  | 発売日        | 備考                                 |
| --------------- | ----------------------------- | ------------- | ------------------------------------ |
| Cagayake!GIRLS  | 『K-ON! MUSIC HISTORY'S BOX』 | 2013年3月20日 | CD-BOX、ディスク1『OP & EDシングル』 |
| Happy!? Sorry!! | 『K-ON! MUSIC HISTORY'S BOX』 | 2013年3月20日 | CD-BOX、ディスク1『OP & EDシングル』 |

## 備考
テレビアニメでは第9話より中野梓（声：竹達彩奈）が加わったバージョンが使用された。このバージョンは2009年9月2日に発売されたアルバム『「けいおん!」オフィシャル バンドやろーよ!!』（バンドスコア付）に『Cagayake!GIRLS [5人Ver.]』として収録されている。ただしバンド名は、アニメでのクレジット上では「桜高軽音部」のままだったが、アルバムでは「放課後ティータイム」となっている。また、ソロ回し部分が、唯→梓→澪→律→紬の順番に変更されている。

## カバー
- TRIX（2021年、アニソン・カバーアルバム『CoverX』収録）[16]
- 結束バンド（2024年、まんがタイムきらら作品カバーアルバム『きらら トリビュート コレクション「結束バンドの歌ってみた」』収録）